# Lexus LX
De Lexus LX is een terreinwagen van Lexus, de luxedivisie van Toyota. De Lexus LX wordt niet verkocht in Nederland en België.

## Eerste generatie
De Lexus LX 450 (FZJ80) werd van modeljaar 1995 tot 1998 verkocht. De LX 450 heeft een 212 pk sterke zescilinderlijnbenzinemotor van 4,5 liter. De Lexus LX 450 was gebaseerd op de Toyota Land Cruiser.

## Tweede generatie
De Lexus LX 470 (URJ 100) werd van modeljaar 1999 tot 2007 verkocht. De LX 470 heeft een 268 pk sterke V8-benzinemotor van 4,7 liter. De Lexus LX 470 was gebaseerd op de Toyota Land Cruiser.

## Derde generatie
De Lexus LX 570 (URJ 200) werd van modeljaar 2008 tot 2021 verkocht. De LX 570 heeft een 383 pk sterke V8-benzinemotor van 5,7 liter. De Lexus LX 570 is gebaseerd op de Toyota Land Cruiser.

## Vierde generatie
De Lexus LX 600 en LX 500d (URJ 300) zijn sinds modeljaar 2022 het huidige model. De LX 600 heeft een 415 pk sterke twin-turbo V6-benzinemotor van 3,4 liter en de LX 500d heeft een 309 pk sterke twin-turbo V6-dieselmotor van 3,3 liter. De vierde generatie Lexus LX is eveneens gebaseerd op de Toyota Land Cruiser.
Leverbaar in Nederland en België: ES · LC · LS · NX · RX · RZ · UX

Alleen leverbaar buiten Nederland en België : CT · GX · IS · LM · LX · RC

Niet meer leverbaar: GS · HS · LFA · SC